# Marina Deviátova
Marina Vladímirovna Devyatova (en ruso Мари́на Влади́мировна Девя́това; nacida en Moscú el 13 de diciembre de 1983) es una artista y cantante de origen ruso. Es la hija del cantante Vladímir Deviátov. Fue una de las finalistas en la tercera temporada del concurso televisivo Narodni Artist (Народный Артист), equivalente al concurso estadounidense American Idol.

## Biografía
Marina Devyatova nació el 13 de diciembre de 1983 en Moscú en una familia de artistas. El padre de Marina fue un intérprete de canciones populares rusas, el artista del pueblo Vladímir Devyátov, y su madre fue coreógrafa. Desde pequeña, su padre le enseñó música y su madre trató de inculcarle el amor por la música popular, así como por bandas tales como Los Beatles y Deep Purple. A la edad de tres años ya era cantante y seguía el ritmo con experiencia.
En 1990, sus padres la enviaron a la Escuela de Música Dmitri Shostakóvich, donde estudió canto coral. En 1999, Marina entró en el Colegio de Música de Alfred Schnittke, en el departamento de la canción popular, y en el 2001 se convirtió en la ganadora del concurso de canciones populares de la Federación Rusa, que se celebró en la ciudad de Vorónezh, (en Rusia).
Durante el cuarto año de Universidad, se reunió con el fundador y director artístico Artyom Vorobyov, quien la animó a probar como cantante en el conjunto "Indrikis", interpretado antiguas canciones rusas y eslavas. En el periodo 2003-2008 estudió en la Academia Rusa de Música, en la Facultad de canción popular y participó en el Festival de Vítebsk, en Bielorrusia.
En el año 2006 se presentó a las pruebas del concurso "Artista del Pueblo", y se convirtió en una de las finalistas del programa.
El 28 de octubre de 2008, con el apoyo del Ministerio de Cultura de la Federación Rusa, hizo un concierto dedicado a las tradiciones y el folclore ruso. El 17 de marzo de 2009 Marina Deviátova cantó para la Reina de Inglaterra Isabel II en Londres en un acto organizado por el Ministerio de Relaciones Exteriores de la Federación Rusa y la Iglesia Ortodoxa Rusa. Marina también ha cantado para Vladímir Putin, Dmitri Medvédev, Nursultán Nazarbáyev y el expresidente de Libia, Muamar el Gadafi.
En noviembre de 2011, presentó su nuevo disco titulado : "Soy feliz" .
Según el diario "La Noche de Moscú", ha sido invitada a diferentes países del mundo como embajadora de la cultura rusa. Devyatova participó en varias ocasiones en el festival germano-ruso de Berlín, y también dio conciertos en países como Italia, Estonia, Bulgaria, Estados Unidos, y China. A menudo actúa con grupos de niños.

Marina dijo :
«La canción popular rusa nos une a todos. Podemos ser de diferentes edades, de diferentes orígenes, pero esta música es la cuna del pueblo ruso.»